# 맥라렌 MP4/9
맥라렌 MP4/9(영어: McLaren MP4/9)은 닐 오틀리가 설계한 포뮬러 원 차량으로, 맥라렌 팀이 1994년 포뮬러 원 월드 챔피언십에서 사용되었다. 7번 차량은 팀에서 첫 번째 풀 시즌을 보낸 미카 하키넨이 운전했고, 8번 차량은 리기에에서 영입한 영국인 마틴 브런들이 운전했다. 하키넨이 이 레이스에서 운전이 금지되었을 때, 프랑스 국적인 필립 알리오가 헝가리 그랑프리에서 7번 차량을 대신 운전했다.

## 1994년 시즌 요약
맥라렌의 최근 차량 기준으로 보면 MP4/9는 실망스러운 차량이었다. 어떤 경주에서도 우승하지 못했고(맥라렌이 경주에서 우승하지 못한 것은 1980년 이후 최초 사례), 푸조 엔진의 신뢰성과 성능이 좋지 않았다(르망에서 두 번 우승한 푸조 905 스포츠카에서 가져옴).

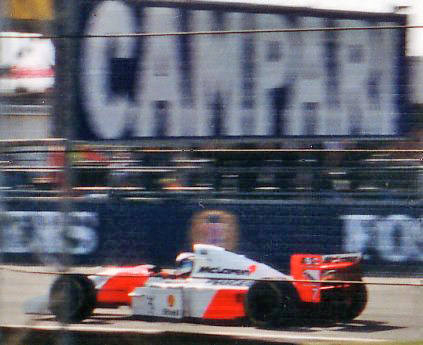
1994년 영국 그랑프리에서 MP4/9를 운전하는 미카 하키넨